# For Your Pleasure
For Your Pleasure é o segundo álbum de estúdio do grupo britânico de art rock e new wave Roxy Music.
O disco traz a produção de Chris Thomas, que se tornaria um constante colaborador da banda. A capa traz a modelo Amanda Lear, namorada de Ferry, fotografada ao lado de um jaguar preto. 
O segundo disco era bem mais elaborado que o primeiro, já que a banda agora tinha mais recursos financeiros. O LP marca também a saída de Brian Eno do Roxy, após a segunda excursão, entrando Eddie Jobson em seu lugar. Eno havia feito excelente trabalho, mas sua visão se chocava demais com a de Bryan. Mesmo não sendo autor das músicas, Eno queria colocar toda sua personalidade e idéias nelas, o que nem sempre era bem aceito por Ferry. 
O único compacto extraído do disco foi Do the Strand, que, aliás, nem saiu em 1973 e apenas em 1978, quando promoverama coletânea Roxy Music Greatest Hits em 1977. 
| Críticas profissionais                                                      | Críticas profissionais |
| Avaliações da crítica                                                       | Avaliações da crítica  |
| Fonte                                                                       | Avaliação              |
| --------------------------------------------------------------------------- | ---------------------- |
| allmusic                                                                    | [ 3 ]                  |
| Esta tabela precisa de ser acompanhada por texto em prosa. Consulte o guia. |                        |

## Faixas
Todas as músicas escritas por Bryan Ferry. Faixas da versão original em LP.
Lado A
1. "Do the Strand" – 4:04
2. "Beauty Queen" – 4:41
3. "Strictly Confidential" – 3:48
4. "Editions of You" – 3:51
5. "In Every Dream Home a Heartache" – 5:29

Lado B
1. "The Bogus Man" – 9:20
2. "Grey Lagoons" – 4:13
3. "For Your Pleasure" – 6:51

## Créditos
- Bryan Ferry – vocal, piano, Hohner Pianet, mellotron, gaita.
- Brian Eno – sintetizador (VCS3), backing vocal.
- Andrew Mackay – oboé, saxofone, órgão eletrônico Farfisa.
- Phil Manzanera – guitarra elétrica.
- John Porter – baixo.
- Paul Thompson – bateria.